# Karekin II.
Karekin II. (Voskehat, 21. kolovoza 1951. - ) armenski patrijarh od 1999.

## Životopis
Karekin II. (pravog imena: Ktrij Nersessian) rodio se u selu Voskehat 21. kolovoza 1951. godine. 1965. je primljen u bogoslovno sjemenište Gevorkian. Za đakona je zaređen 1970., a za svećenika 1972. Nakon toga odlazi studirati bogoslovlje u Beču, Bonnu i Zagorsku. 23. listopada 1983. postaje biskupom, a za biskupa je zaređen u Etchmiadzin katedrali. Za nadbiskupa je zaređen 1992. godine. Godine 1975. za vrijeme boravka u Kölnu je bio duhovni predstavnik devet armenskih crkava u Njemačkoj.
Godine 1988. Karekin se počeo aktivno baviti pomaganjem ljudima nakon armenskog potresa. Nadgledao je izgradnju brojnih crkava i škola u Armeniji. Također je pokazao zanimanje za korištenje suvremene tehnologije.
Godine 1999. izabran je za Katolikosa svih Armenaca, naslijedivši Karekina I. Njegovi odnosi s papom Ivanom Pavlom II. uglavnom su bili pozitivni. Kada je papa posjetio Armeniju 2001. godine, susreo se s njim.
Godine 2006. Karekin je napravio jednotjedni posjet Istanbulu te se susreo s Ekumenskim patrijarhom Bartolomejom. Tijekom posjeta je izazvao kontroverze koje je govorio o genocidu nad Armencima, što je Turska oštro demantirala.
U listopadu 2007. godine, počeo je drugi posjet Sjedinjenim Američkim Državama. 10. listopada 2007. godine, predvodio je uvodnu molitvu na dan sjednice Zastupnički doma SAD-a.
Njegov ekumensko putovanje u Indiju u studenom 2008. godine, pomogao je jačanju odnosa između Armenije i Indijskih pravoslavnih crkava. Delegati 10. Glavne skupštine Svjetskog vijeća Crkava koja je održana u Busanu u Južnoj Koreji, 4. studenoga, jednoglasno su izabrali Katolikosa svih Armenaca Karekina II., za vrhovnog patrijarha i poglavara Armenske Apostolske Crkve.